# Never Enough (песня The Cure)
«Never Enough» (с англ. — «Никогда не хватает») — песня группы The Cure, единственный новый трек с альбома ремиксов Mixed Up. Вышла в 1990 году.

## Описание
Песня была записана после ухода клавишника Роджера О’Доннелла из группы, вследствие чего отличается более гитарным звуком без использования синтезаторов, что было нетипично для The Cure. Сингл-версия, укороченная на полторы минуты по сравнению с альбомным ремиксом и имеющая другие начало и конец, была издана на сборниках Galore: The Singles 1987–1997 и Greatest Hits. Также эта версия была перезаписана в акустическом исполнении для диска Acoustic Hits, входившего в ограниченное издание второго сборника.
Песня заняла 13-е место в UK Singles Chart, 72-е место в Billboard Hot 100, а также 3 недели возглавляла чарт Modern Rock Tracks.

## Трек-лист синглов
«Harold and Joe» в итоге была издана на сборнике Join the Dots. «Milk Mix» песни «Let’s Go to Bed» впоследствии был издан на втором диске переиздания Mixed Up в 2018 году.
7"
1. «Never Enough» — 4:28
2. «Harold and Joe» — 5:05

12"
1. «Never Enough (Big Mix)» — 6:07
2. «Harold & Joe» — 5:05
3. «Let’s Go to Bed (Milk Mix)» — 7:16

CD and cassette
1. «Never Enough (Big Mix)» — 6:07
2. «Harold & Joe» — 5:05
3. «Let’s Go to Bed (Milk Mix)» — 7:16
4. «Never Enough» — 4:28